# Бахтинский сельсовет
Бахтинский сельсове́т — административно-территориальная единица в Туруханском районе Красноярского края Российской Федерации, существовавшая до 2005 года.

## История
Бахтинский сельсовет существовал до 2005 года.
До 1966 года назывался Мирновским сельсоветом.
28 января 2005 года Законом № 13-2925 Бахтинский сельсовет был упразднён и его населённые пункты переданы в межселенную территорию.

## Состав сельсовета
В состав сельсовета входили 3 населённых пункта:
| № | Населённый пункт | Тип населённого пункта          | Население |
| - | ---------------- | ------------------------------- | --------- |
| 1 | Бахта            | посёлок, административный центр | 220       |
| 2 | Лебедь           | деревня                         | 0         |
| 3 | Мирное           | деревня                         | 0         |